# 東京伝説
『東京伝説』（とうきょうでんせつ）は、平山夢明によるホラー小説シリーズ。およびそれを原作とした映画化作品。
人外のものが登場するホラーではなく、現実世界の人間の狂気や不条理、身近に潜む恐怖などを扱っているのが特徴のシリーズである。

## 書誌情報
- 東京伝説 呪われた街の怖い話（角川春樹事務所） - この巻のみ角川春樹事務所刊
- 東京伝説 うごめく街の怖い話（竹書房） - 以降、竹書房刊
- 東京伝説 狂える街の怖い話（竹書房）
- 東京伝説 死に逝く街の怖い話（竹書房）
- 東京伝説 忌まわしき街の怖い話（竹書房）
- 東京伝説 ゆがんだ街の怖い話（竹書房）
- 東京伝説 彷徨う街の怖い話（竹書房）
- 東京伝説 渇いた街の怖い話（竹書房）
- 東京伝説 溺れる街の怖い話（竹書房）
- 東京伝説 冥れる街の怖い話（竹書房）
- 東京伝説 閉ざされた街の怖い話（竹書房）
- 東京伝説 堕ちた街の怖い話（竹書房）
- 東京伝説ベストセレクション 壊れた街の怖い話（竹書房） - 『うごめく街の怖い話』 - 『ゆがんだ街の怖い話』からの厳選
- 東京伝説ベストセレクション 錯乱した街の怖い話（竹書房）
- 東京伝説ベストセレクション 腐った街の怖い話（竹書房）

## 劇場版

### 東京伝説 蠢く街の狂気
『東京伝説 蠢く街の狂気』（とうきょうでんせつ うごめくまちのきょうき）は、2004年9月11日に公開された。監督は及川中。主演は国分佐智子。
キャスト
- 大沢裕美子 - 国分佐智子
- 小宮修 - 谷口賢志
- 増本萌 - 中村みづほ
- 片岡圭介 - 千原靖史
- 中原ミカ - 林侑香

スタッフ
- 監督 - 及川中
- 脚本 - 及川中、谷村典子
- 原作 - 平山夢明
- 企画 - 高橋一平
- 製作 - 伊藤明博
- プロデューサー - 加藤威史、山崎伸介
- 撮影 - 西村聡仁
- 美術 - 十時かの子
- 照明 - 福田祐佐
- 編集 - 西保典
- 衣装（デザイン） - 十時かの子
- 配給 - 竹書房

### 劇場版 東京伝説 恐怖の人間地獄
『劇場版 東京伝説 恐怖の人間地獄』（げきじょうばん とうきょうでんせつ きょうふのにんげんじごく）は、2014年6月7日に公開された。監督は千葉誠治。主演は足立梨花。
キャスト
- 結璃 - 足立梨花
- 田辺 - 平埜生成
- 美里 - 藤澤志帆
- 奈美 - 真凛
- 景衣 - 林裕子
- 香世 - 鵜飼真帆

スタッフ
- 監督 - 千葉誠治
- 脚本 - 千葉誠治
- 製作 - 百武弘二、池崎嘉康
- 撮影 - 芹沢亮
- 照明 - 藤田貴路
- 編集 - 千葉誠治
- 配給 - アットエンタテインメント

### 劇場版 東京伝説 歪んだ異形都市
『劇場版 東京伝説 歪んだ異形都市』（げきじょうばん とうきょうでんせつ ゆがんだいけいとし）は、2014年6月7日に公開された。監督は千葉誠治。主演は黒川芽以。
キャスト
- 由佳 - 黒川芽以
- 志保美 - 中島愛里
- 真吾 - 戸谷公人
- 朋美 - 小野川晶
- リサ - 堤千穂
- 知里 - 秋山タアナ

スタッフ
- 監督 - 千葉誠治
- 脚本 - 千葉誠治
- 製作 - 百武弘二、池崎嘉康
- 撮影 - 芹沢亮
- 照明 - 藤田貴路
- 編集 - 千葉誠治
- 配給 - アットエンタテインメント

## 漫画
烏山英司の作画で漫画版が連載されている。当初は『ネメシス』No.39から41まで連載され、同誌の休刊後は『コミックDAYS』で2018年8月9日から連載。